# Супербоул XIII
Супербоул XIII (англ. Super Bowl XIII) — тринадцатая игра Супербоула. Решающая игра НФЛ. Матч Американской Футбольной Конференции (АФК) и Национальной Футбольной Конференции (НФК). Матч, в котором играли Питтсбург Стилерз от АФК и Даллас Ковбойз от НФК, прошёл 21 января 1979 года. Питтсбург победил со счетом 35-31.

## Трансляция
В США игру транслировал NBC. NBC приготовили специальную музыку к игре и едва не опоздала с определением комментаторов на игру.

## Ход матча
ПЕРВАЯ ПОЛОВИНА
За девять минут до конца первой четверти Питтсбург смог сделать 28-ярдовый тачдаун. После этого команды обменялись владениями мячом. Когда время четверти полностью вышло, 39-ярдовый тачдаун от Далласа сделал счет 7:7. В начале второй четверти два игрока Далласа смогли прорваться к квотербеку Питтсбурга, который этого не видел. Один из игроков схватил квотербек, а второй вырвал мяч из рук и пробежал 37-ярдов для тачдауна. Через две минуты Питтсбург сделал 75-ярдовый тачдаун, который сравнял счет 14-14. За полминуты до перерыва Питтсбург делает тачдаун и к перерыву счет будет 21-14 в пользу Питтсбурга.
ВТОРАЯ ПОЛОВИНА
Команды в третьей четверти хорошо играли только в защите. Лишь в конце четверти Даллас смог сделать филд гол. В середине четвёртой четверти Питтсбург оформит тачдаун на 22 ярда. После тачдауна Питтсбург пробил кик-офф. Возвращающий Далласа допустил фатальную ошибку: мяч отпрыгнул от его рук, игроки команд начали бороться за него, судьи никаким образом не смогли понять кому должен был достаться мяч, но так как большинство факторов указывало на то, что мяч должен был достаться Питтсбургу, судьи приняли такое решение. Как итог, Питтсбург получил мяч на чужой 18-ярдовой линии, а через розыгрыш сделал тачдаун. За две с половиной минуты до финала Даллас оформил тачдаун и счет стал 35-24 в пользу Питтсбурга. Удачный удар в сторону дал «Ковбойз» небольшой шанс. Даллас сделал тачдаун, но на табло было 22 секунды. Вторая попытка бокового удара закончилась неудачно и матч закончился.
Суперкубок XIII: Питтсбург Стилерз 35, Даллас Ковбойз 31
|               | 1 | 2  | 3 | 4  | Финал |
| ------------- | - | -- | - | -- | ----- |
| Стилерз (АФК) | 7 | 14 | 0 | 14 | 35    |
| Ковбойз (НФК) | 7 | 7  | 3 | 14 | 31    |

в Оранж Боул, Майами, Флорида
- Дата : 21 января 1979 г.
- Погода в игре : 22° C(71° F) C, облачно

PIT-Питтсбург, DAL-Даллас, ЭП-Экстрапоинт
■ Первая четверть:
- 9:47-PIT-28-ярдовый тачдаун+ЭП, Питтсбург повел 7:0
- 0:00-DAL-39-ярдовый тачдаун+ЭП, ничья 7:7

■ Вторая четверть:
- 12:08-DAL-подбор фамбла в тачдаун на 37 ярдов+ЭП, Даллас повел 14:7
- 10:25-PIT-75-ярдовый тачдаун+ЭП, ничья 14:14
- 0:26-PIT-7-ярдовый тачдаун+ЭП, Питтсбург повел 21:14

■ Третья четверть:
- 2:36-DAL-27-ярдовый филд гол, Питтсбург ведет 21:17

■ Четвёртая четверть:
- 7:10-PIT-22-ярдовый тачдаун+ЭП, Питтсбург ведет 28:17
- 6:51-PIT-18-ярдовый тачдаун+ЭП, Питтсбург ведет 35:17
- 2:27-DAL-7-ярдовый тачдаун+ЭП, Питтсбург ведет 35:24
- 0:22-DAL-4-ярдовый тачдаун+ЭП, Питтсбург ведет 35:31